# Proscopia heteropoda
Proscopia heteropoda är en insektsart som först beskrevs av Stoll, C. 1813.  Proscopia heteropoda ingår i släktet Proscopia och familjen Proscopiidae. Inga underarter finns listade i Catalogue of Life.